# Ockert Kruger

a Compétitions nationales et continentales officielles uniquement.

b Matchs officiels uniquement.
Dernière mise à jour le 17 avril 2017.
Ockert Kruger, né le 12 janvier 1987 à Empangeni, est un joueur sud-africain de rugby à XV et de rugby à sept qui évolue au poste de troisième ligne aile.

## Biographie
Ockert Kruger s'illustre en 2005 dans le cadre de la Craven Week, compétition junior disputée en Afrique du Sud,. Il évolue ensuite avec l'équipe senior des Blue Bulls en Vodacom Cup ainsi qu'en ABSA Currie Cup à partir de la saison 2008. Il se voit attribuer le titre de meilleur jeune parmi les avants sur l'édition 2008 de la Vodacom Cup,. Il participe plus tard à son premier Super 14 en 2010 avec la franchise des Bulls,. Sa dernière rencontre enregistrée pour le compte de l'équipe et de la franchise sud-africaine date de 2011.
En 2010, il prend part aux Jeux du Commonwealth, participant à l'épreuve de rugby à sept avec l'équipe nationale d'Afrique du Sud, avec laquelle il remporte la médaille de bronze. Il est par la suite sélectionné dans l'effectif de la sélection à sept pour les tournois de 2012 de Glasgow et de Londres dans le cadre des séries mondiales, mais ne dispute aucune rencontre.
À l'intersaison 2014, Kruger rejoint l'Europe et signe avec l'US Dax en Pro D2 pour une année, ; après cette saison marquée par les blessures et seulement quatre feuilles de match, il n'est pas reconduit.

## Palmarès
- Jeux du Commonwealth :
  - Médaille de bronze : 2010 avec l'Afrique du Sud.